# یواس‌اس پامپان (اس‌اس-۲۶۷)
یواس‌اس پامپان (اس‌اس-۲۶۷) (به انگلیسی: USS Pompon (SS-267)) یک زیردریایی بود که طول آن ۳۱۱ فوت ۹ اینچ (۹۵٫۰۲ متر) بود. این زیردریایی در سال ۱۹۴۲ ساخته شد.